# アライッペ
アライッペは、茨城県大洗町の公式イメージキャラクター。

## 歴史
2013年4月から約2か月間、初めての公募を実施。全国からの応募1145点の中から、まず職員による投票で100点に絞り込まれた。
そして、選考委員会（町長の小谷隆亮や地元の中高生を含む）によって選ばれた。同年11月17日、町内の「大洗あんこう祭」でお披露目された。
体全体を覆っているのは、町特産のシラス。怪我をして、大洗の浜辺に打ち上げられていたところを地元の漁師に介抱される。その恩返しとして、町の観光復興に一肌脱ごうと決心したという。名前の由来は「大洗」と茨城弁の「だっぺ」から。